# 咲良綺蝶二
咲良綺 蝶二（さくらき ちょうじ、1972年11月13日 - ）は日本の俳優、大衆演劇の役者、タレント。関西を中心に、日本全国で活動している。大阪府出身。所属事務所はDプロモーション。身長174cm。

## 公演情報
2025年
5月　
1-29日　島田蓬莱座（静岡県）
　鳳凰座　月間ゲスト出演
25-27日　梅田呉服座(大阪府)
　たつみ演劇BOX  ゲスト出演

## 来歴・人物
大阪府吹田市出身。大阪府立茨木西高等学校卒業。サッカー部の一年先輩にナインティナインの矢部浩之、二年先輩に岡村隆史がいる。
高校卒業後は就職していたが、母親に誘われて朝日劇場（大阪）へ観劇に行った際に感銘を受け、19歳で大衆演劇の世界へ入る。
所属劇団では「花形」として活躍し、新開地劇場（神戸）で大衆演劇劇団の有望若手役者を招待して毎年開催されていた「一番星特別公演」にも出演していた。
その後は活動の幅を広げ、商業演劇や映画、TVドラマなどへも出演している。
一時期大衆演劇から離れていたが、2016年3月梅田呉服座（大阪）で行われた恋川純弥特別公演に参加したのを機に復帰。現在に至る。
作詞家でシンガーソングライターのこだまさおりは従兄妹である。（本人談、ツイキャスライブ）

## 出演
出典は所属事務所ウェブサイト。

### 舞台
- 大衆演劇
- 燃えよhishidas 特別番外公演 舞台「みなとの子」
- 燃えよhishidas vol.9 「この素晴らしき世界 THE MUSICAL
- 燃えよhishidas vol.8「全員店長〜熱湯聖戦編」
- Dpro. Theater 「この度、幹事になりまして...」
- 劇団まげもん時代劇コメディ「よいではないか」
- 噺劇

### 映画
- 無限の住人
- 熱血大和商店街
- 影の交渉人
- 大阪府警潜入捜査官

### TV
- NHK土曜ドラマ「わげもん〜長崎通訳異聞」
- NHK歴史秘話ヒストリア